# Poor Things (romance)
Poor Things: Episodes from the Early Life of Archibald McCandless MD, Scottish Public Health Officer é um romance do escritor escocês Alasdair Gray, publicado em 1992. Ganhou o Whitbread Award e o Guardian Fiction Prize no mesmo ano.
O romance foi chamado de "um livro magnificamente rápido, engraçado, sujo e inteligente" pela London Review of Books. É um afastamento do tema habitual de Gray, o realismo e a fantasia de Glasgow. No entanto, a sua narrativa vitoriana retoma as preocupações anteriores de Gray com as desigualdades sociais, relacionamentos, memória e identidade.

## Enredo
O corpo principal da obra gira em torno de Bella Baxter, uma mulher cuja infância e identidade são objeto de alguma ambiguidade. Essa ambiguidade é complicada pela autobiografia de seu marido, Archibald McCandless, Episódios da infância de um oficial de saúde pública escocês, que distorce a verdade sobre sua vida com Bella. Ele afirma que ela era um cadáver, ressuscitado pelo colega de McCandless, o cientista Dr. Godwin Baxter, que teve seu cérebro trocado pelo de seu feto ainda não nascido, resultando em ela ter a mente de uma criança. Embora projetada para ser companheira de Baxter, seu apetite sexual a faz perseguir outros homens, incluindo McCandless e um advogado arrogante chamado Duncan Wedderburn, com quem ela foge e embarca em uma odisseia hedonística pela Europa, Norte da África e Ásia Central.
Esta narrativa é seguida pela refutação de Bella (ou Victoria) de seus fatos, sugerindo que seu "pobre tolo" marido inventou uma vida para ela a partir dos motivos góticos e românticos predominantes do período: "positivamente fede a tudo o que foi mórbido naquele mais mórbido dos séculos". Isto é reforçado pelos intrincados ecos do romance de Frankenstein de Mary Shelley.
Esses documentos históricos fictícios são prefaciados por uma introdução de Alasdair Gray, que se apresenta como editor do texto a seguir e relata a "descoberta" dos documentos por seus amigos da vida real, Michael Donnelly e Elspeth King. A introdução também contém uma crítica ao tratamento dado pela Câmara Municipal de Glasgow à sua cultura e património, negligenciando o museu de história local, e uma breve menção ao tempo de Glasgow como Capital Europeia da Cultura em 1990, que foi objeto de uma sátira mais sustentada em seu romance Something Leather.

## Adaptação cinematográfica
Uma adaptação cinematográfica do livro, Poor Things, foi produzida com direção de Yorgos Lanthimos e Tony McNamara escrevendo o roteiro. O elenco inclui Emma Stone, Mark Ruffalo, Willem Dafoe, Ramy Youssef, Christopher Abbott, Kathryn Hunter e Jerrod Carmichael. A adaptação foi lançada nos cinemas em 8 de dezembro de 2023.
A adaptação cinematográfica foi indicada a onze categorias no Óscares da Academia em 2024, levando 4 estatuetas (incluindo Melhor Atriz).